# Hinweismanagementsystem
Ein Hinweismanagementsystem oder kurz Hinweismanagement ist ein Managementsystem, das den Prozess zur Entgegennahme, Überprüfung, Bearbeitung und Beantwortung von Hinweisen auf ein Fehlverhalten oder auf mutmaßliches Fehlverhalten innerhalb einer Organisation beinhaltet. Das System soll sicherstellen, dass Hinweise aus der Belegschaft oder anderen externen Parteien angemessen behandelt werden und dass Hinweisgebende vor Vergeltungsmaßnahmen geschützt sind.
Das Hinweismanagementsystem wird oft auch als Whistleblowing-System oder Hinweisgeberschutzmanagementsystem bezeichnet.

## Anwendbarkeit
Ein Hinweismanagementsystem kann überall dort implementiert werden, wo gesetzliche Anforderungen für Organisationen bestehen oder Unternehmen die Vorteile eines solchen Meldesystems für sich generieren wollen. 
Seit 2021 besteht in der EU die gesetzliche Anforderung, dass Unternehmen mit mehr als 50 Mitarbeitern Personen schützen müssen, die Hinweise zu Verstößen gegen Unionsrecht melden. Die EU-Richtlinie 2019/1937 muss allerdings in lokales Recht umgesetzt werden. Der aktuelle Umsetzungsstatus in den EU-Mitgliedstaaten kann im Whistleblowing-Monitor abgelesen werden. Sowohl in Deutschland als auch in Österreich sind lokale Gesetze bis Juli 2023 in Kraft gesetzt worden.
Die Implementierung eines Hinweismanagementsystems hat den Zweck, sowohl den gewünschten Nutzen in der Organisation durch das Hinweisgeben zuverlässig zu generieren als auch die Einhaltung der gesetzlichen Anforderungen zum Hinweisgeben nachvollziehbar zu sichern. Zu letztem gehört insbesondere der Schutz von Personen, die Hinweise abgeben, vor Repressalien.

## Norm DIN ISO 37002
Die DIN ISO 37002 „Hinweismanagementsysteme - Leitfaden“ ist ein international anerkannter Standard, der die Anforderungen an ein effektives Hinweismanagementsystem definiert. Die Norm gibt Empfehlungen zur Einrichtung, Implementierung und Verbesserung von Whistleblowing-Management-Systemen in Unternehmen und Organisationen. Sie legt auch die Anforderungen an die Schaffung einer Kultur des Hinweisgebens fest und definiert Maßnahmen zum Schutz von Hinweisgebern und zur Vertraulichkeit von Hinweisen.

### Umfang
Der Umfang der Tätigkeiten rund um ein effektives und effizientes Hinweismanagementsystem ist wie folgt in der Norm aufgeführt:
- Erhalt von Hinweisen zu Fehlverhalten
- Beurteilung von Hinweisen über Fehlverhalten
- Bearbeitung von Hinweisen über Fehlverhalten
- Beendigung von Hinweisverfahren

Es kann eine Organisation dabei unterstützen, ihre bestehenden Richtlinien und Verfahren für das Hinweisgeben zu verbessern oder die Einhaltung der geltenden Gesetzgebung zu sichern.

### Ergebnisse
Durch die Umsetzung der Empfehlungen zur Vorgehensweise der Tätigkeiten nach der Norm sollen Organisationen die folgenden Ergebnisse erzielen:
- beobachtetes Fehlverhalten soll gemeldet werden
- Hinweisgebende und andere Parteien genießen Schutz vor Repressalien
- Hinweise zu Fehlverhalten werden zeitnah und angemessen bearbeitet
- die Organisationskultur und -führung wird verbessert
- Risiken durch Fehlverhalten werden minimiert
- Vertrauen in die Organisation wird gefördert

### Vorteile für eine Organisation
Zu den potenziellen Vorteilen für eine Organisation werden die nachfolgenden aufgeführt: 
- Fehlverhalten früh erkennen und zu behandeln
- Minimierung eines potentiellen Verlusts
- Sicherstellung der Einhaltung der Richtlinien und Verfahren der Organisation und der gesetzlichen Vorgaben
- Personal gewinnen und halten

### Kontinuierliche Verbesserung
Ein Hinweismanagementsystem unterliegt der fortlaufenden Verbesserung im Sinne des PDCA-Zyklus (Plan, Do, Check, Act), der auch als Demingkreis bekannt ist. Die Verantwortung dafür liegt bei der Geschäftsführung.

## Teile des Systems
Ein Hinweismanagementsystem besteht aus folgenden Teilen:
- Aufbauorganisation: eine definierte Stelle oder Person in der Organisation, die sich um die eingehenden Hinweise kümmert
- Ablauforganisation: definierte Prozesse, nach denen die Hinweisbearbeitung funktioniert
- Unternehmensrichtlinien: Beschreibung der Rahmenbedingungen, nach denen mit den Hinweisen umgegangen wird
- Dokumentation: Dokumentation und Archivierung der behandelten Hinweise, sowohl physisch als auch digital

Es ist sinnvoll, zur Bearbeitung der Hinweise ein digitales System einzusetzen. Diese IT-Systeme werden oft als Hinweisgebersystem bezeichnet.
Außerdem sollten in regelmäßigen Abständen Schulungen, Trainings oder Awareness-Maßnahmen durchgeführt werden, damit potenzielle Hinweisgeber wissen wie eine Meldung im Unternehmen abgegeben werden kann. Und Führungskräfte müssen zu den persönlichen Verantwortlichkeiten informiert werden, die sie im Zusammenhang mit dem HinweisgeberInnenschutzgesetz betreffen.

## Einsatz im Unternehmen
Verschiedene Unternehmen setzen bereits Hinweismanagementsysteme ein und dokumentieren das auch über das Internet, um Vertrauen in ihre Services und Produkte zu generieren:
- Deutsche Bahn AG[6]
- Häfen und Güterverkehr Köln AG[7]
- AVG Köln[8]

## Weiterführende Literatur
- Anonym, 2022, Whistleblowing. Aspekte und Methoden für den praktischen Umgang mit Whistleblowing, München, GRIN Verlag, ISBN 978-3-3466-7664-1
- Torsten Briegel, 2009, Einrichtung und Ausgestaltung unternehmensinterner Whistleblowing-Systeme. Deutschland: Gabler Verlag
- Cary L. Cooper, Ronald J. Burke, 2013, Voice and Whistleblowing in Organizations: Overcoming Fear, Fostering Courage and Unleashing Candour. Vereinigtes Königreich: Verlag Edward Elgar
- Josef Scherer, 2022, Compliance-Managementsystem nach DIN ISO 37301:2021: erfolgreich implementieren, integrieren, auditieren, zertifizieren, Beuth Verlag, Berlin
- Gabriele Bolek-Fügl, Martina Leitgeb, 2023, Whistleblowing für Organisationen, Norderstedt, Verlag BoD